# Aksana Kavalchuk
Aksana Alekseevna Kavalchuk est une joueuse de volley-ball biélorusse née le 23 novembre 1979 à Vitebsk. Elle mesure 1,86 m et joue au poste d'attaquante. Elle totalise 56 sélections en équipe de Biélorussie.

## Clubs
| Club              | De        | À         |
| ----------------- | --------- | --------- |
| Kovrovschik Brest | 1996-1997 | 2000-2001 |
| Stinol Lipetsk    | 2001-2002 | 2003-2004 |
| Kazanotchka Kazan | 2004-2005 | 2006-2007 |
| Dynamo-Yantar     | 2007-2008 | 2007-2008 |
| Indesit Lipetsk   | 2008-2009 | 2008-2009 |
| Dinamo Kazan      | 2009-2010 | 2009-2010 |
| Ouralotchka NTMK  | 2010-2011 | 2010-2011 |
| Azerrail Bakou    | 2011-2012 | 2011-2012 |
| Pribuzhie Brest   | 2013-2014 | 2013-2014 |
| Azerrail Bakou    | 2014-2015 | 2014-2015 |
| Beşiktaş İstanbul | 2015-2016 | 2015-2016 |
| VK Minsk          | 2016-2017 | …         |

## Palmarès
- Coupe de la CEV
  - Finaliste : 2018.
- Championnat de Biélorussie
  - Vainqueur : 2014, 2017, 2018, 2019.
  - Finaliste : 1997, 1999.
- Coupe de Biélorussie
  - Vainqueur : 2000.
- Coupe de Russie
  - Finaliste : 2001.